# Olesicampe terebrator
Olesicampe terebrator là một loài tò vò trong họ Ichneumonidae.